# Holocnemus hispanicus
Holocnemus hispanicus is een spinnensoort uit de familie der trilspinnen (Pholcidae) die voorkomt in Spanje. De soort is in 1933 voor het eerst wetenschappelijk beschreven.